# Västertälje församling
Västertälje församling var en församling i Strängnäs stift och i Södertälje kommun i Stockholms län. Församlingen uppgick 2010 i Södertälje församling.

## Administrativ historik
Församlingen bildades 1973 genom en utbrytning ur Södertälje församling och utgjorde till 2010 ett eget pastorat. Församlingen uppgick 2010 i "ny" Södertälje församling.

## Kyrkor
- Lina kyrka
- Sankt Mikaels kyrka.